# Kim Chol-ho
Kim Chol-ho (koreanisch 김철호; * 15. Oktober 1986) ist ein nordkoreanischer Fußballspieler.

## Karriere
Kim tritt international als Spieler der Sportgruppe Pjöngjang in Erscheinung. 
Zwischen 2004 und 2005 kam er zu mindestens neun Einsätzen im nordkoreanischen Nationalteam. In der Qualifikation zur Weltmeisterschaft 2006 wurde er fünf Mal eingesetzt und erzielte einen Treffer, beim King’s Cup 2005 in Thailand stand er mit der Auswahl im Finale. Auch an der Endrunde der Ostasienmeisterschaft 2005 nahm er als Stammspieler teil und belegte am Ende Rang 3.